# Цетинський Варош
45°08′ пн. ш. 15°43′ сх. д. / 45.13° пн. ш. 15.72° сх. д.
Цетинський Варош (хорв. Cetinski Varoš) — населений пункт у Хорватії, в Карловацькій жупанії у складі громади Цетинград.

## Населення
Населення за даними перепису 2011 року становило 29 осіб.
Динаміка чисельності населення поселення: